# Patrick Boyle, 10. Earl of Glasgow

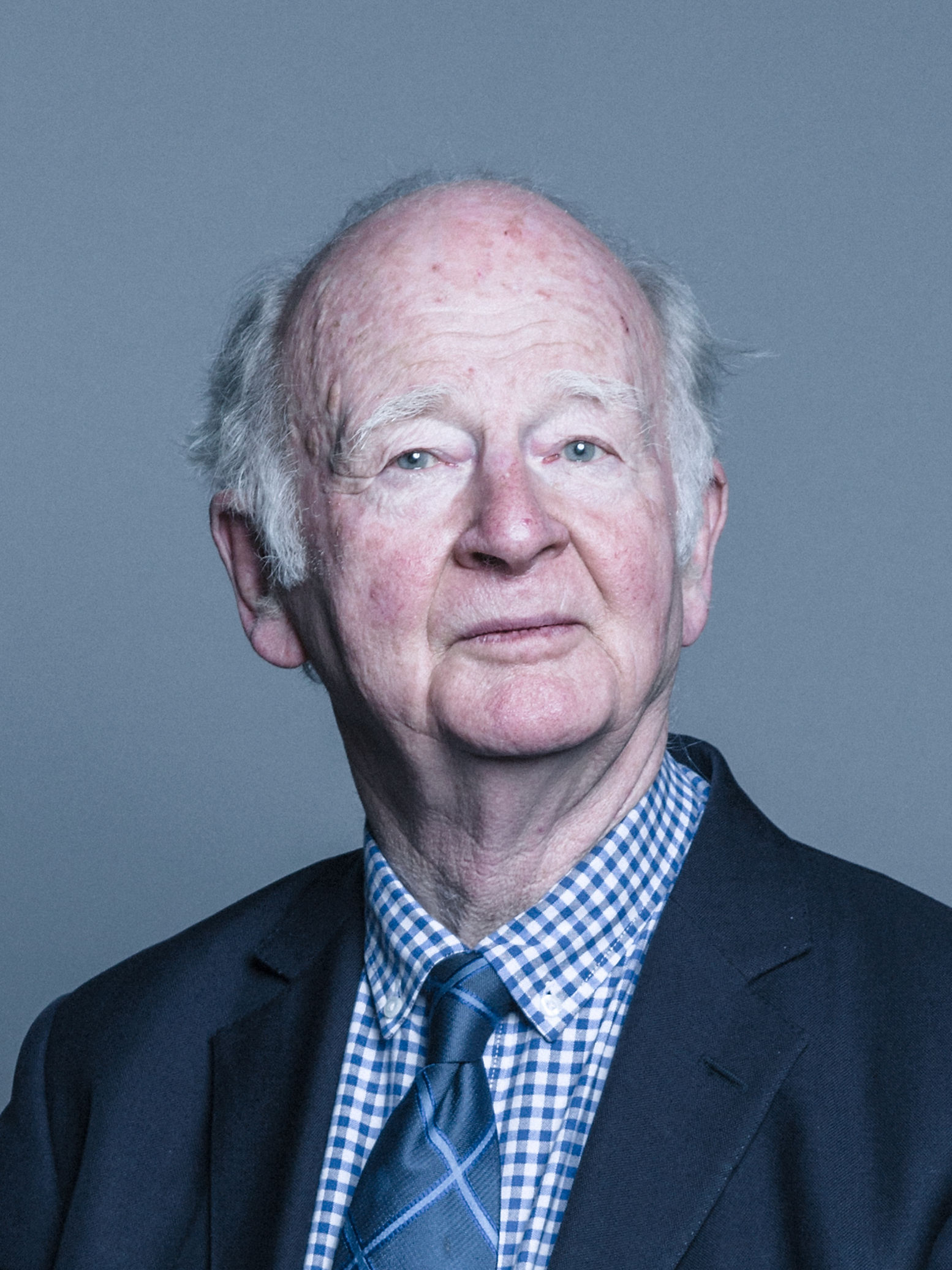
Patrick Boyle, 10. Earl of Glasgow, 2018

Patrick Robin Archibald Boyle, 10. Earl of Glasgow (* 30. Juli 1939) ist ein britischer Politiker der Liberal Democrats, Mitglied des House of Lords und Unternehmer.

## Leben
Er ist der einzige Sohn des Rear-Admiral David Boyle, 9. Earl of Glasgow, aus dessen erster Ehe Dorothe Lyle, Tochter des Sir Archibald Lyle, 2. Baronet. Er besuchte das Eton College in Berkshire und studierte an der Sorbonne in Paris. Er diente in der Royal Naval Reserve und verließ diese 1960 im Rang eines Sub-Lieutenant.
Nach seinem Studium arbeitete er beim Film, zunächst von 1961 bis 1964 als Regieassistent bei Woodfall Film Productions, von 1965 bis 1968 als freiberuflicher Regieassistent, von 1968 bis 1970 als Produzent und Regisseur von Fernsehdokumentationen für Yorkshire Television. Zwischen 1971 und 1981 schließlich als freiberuflicher Produzent und Regisseur für verschiedene Sender (unter anderem BBC, ATV, ITV). 1977 ließ er Teile des Familienanwesens zu dem Freizeitpark Kelburn Country Centre umbauen, den er bis heute als Manager leitet. Er gehörte von 1981 bis 1985 dem Vorstand des Largs Viking Festivals an, einem Wikinger-Mittelaltermarkt in der nahe dem Familiensitz gelegenen Stadt Largs. Von 1999 bis 2000 und nochmal von 2003 bis 2004 war er Vorsitzender des Ayrshire and Arran Tourist Board.
Beim Tod seines Vaters erbte er im Juni 1984 dessen Adelstitel als 10. Earl of Glasgow, 10. Viscount of Kelburn, 10. Lord Boyle und 4. Baron Fairlie, sowie die Chiefwürde des Clan Boyle. Mit den Adelstiteln war damals unmittelbar ein Sitz im House of Lords verbunden, den er im November 1999 mit Inkrafttreten des House of Lords Act 1999 wieder verlor. 2005 wurde er als Nachfolger des verstorbenen Conrad Russell, 5. Earl Russell, erneut ins House of Lords gewählt. Im Parlament gehört er der Fraktion der Liberal Democrats an und ist ihr Sprecher für Transportfragen. Seit 1995 ist er Deputy Lieutenant von Ayrshire and Arran.

## Ehe und Nachkommen
Patrick Boyle heiratete am 30. November 1974 Isabel James, Tochter von George Douglas James, mit der zwei Kinder hat:
- Lady Alice Dorothy Boyle;
- David Michael Douglas Boyle, Viscount Kelburn (* 15. Oktober 1978).